# Cowboyhut

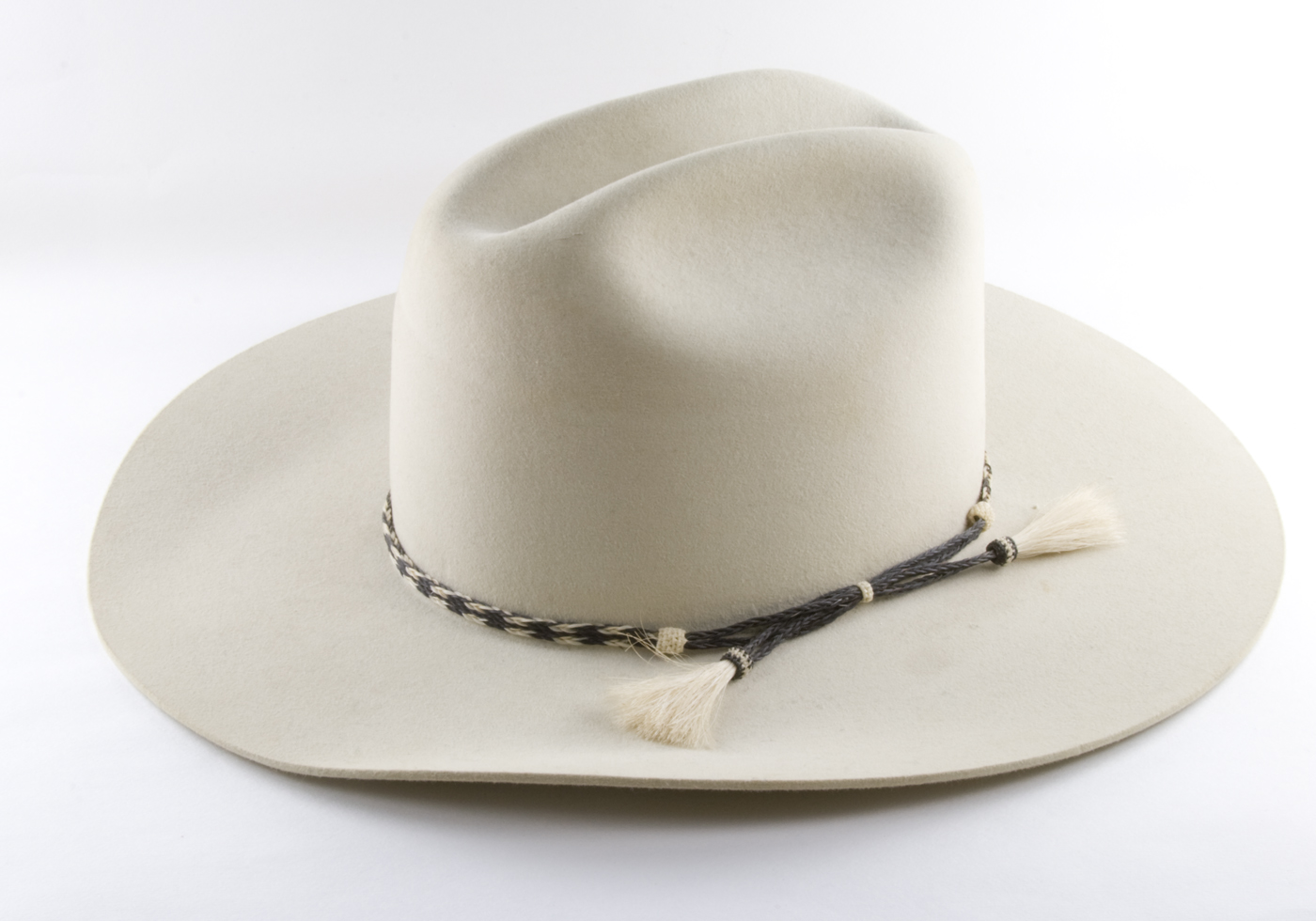
Typischer Cowboyhut

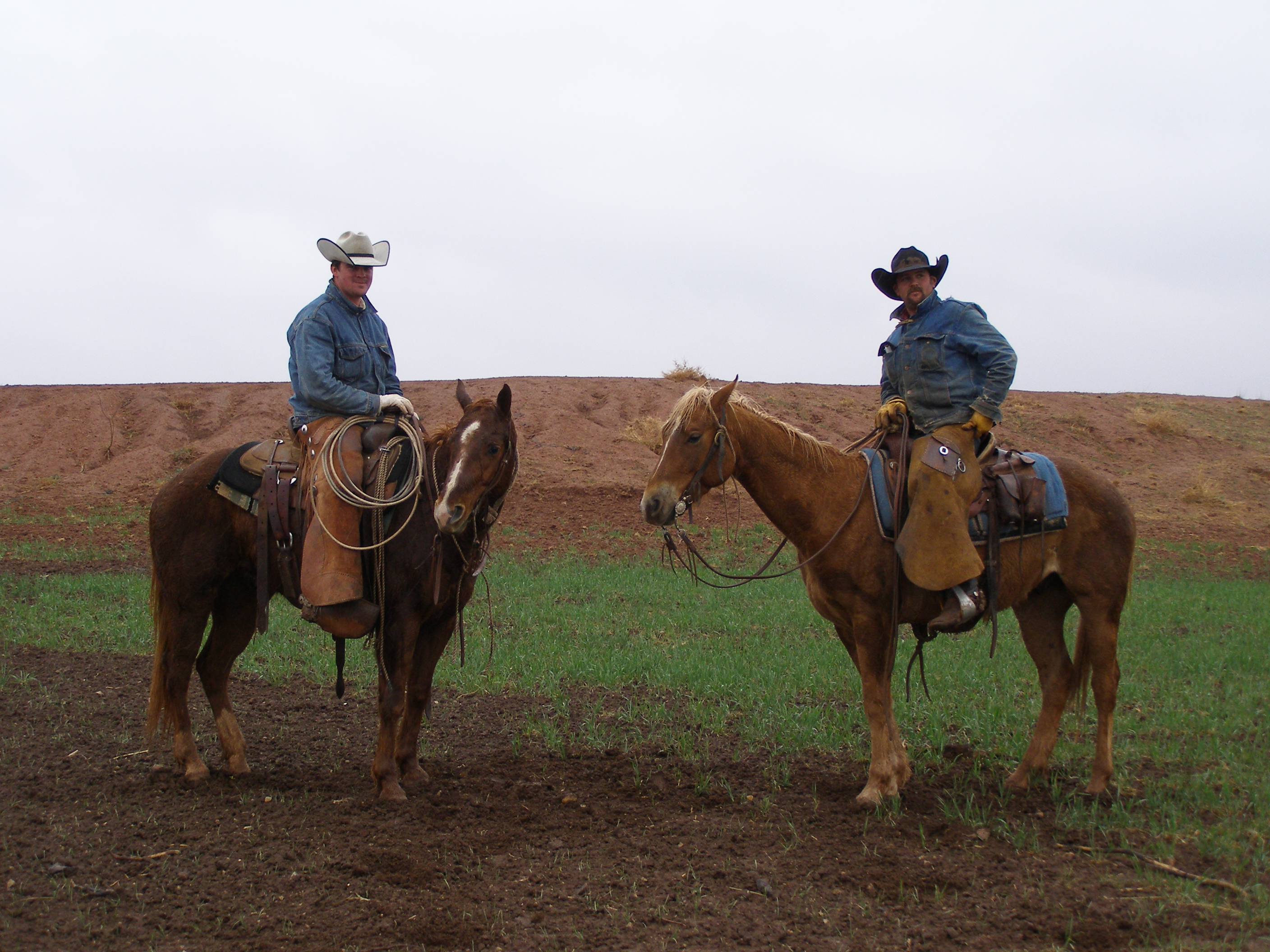
Zwei Cowboys mit Hüten

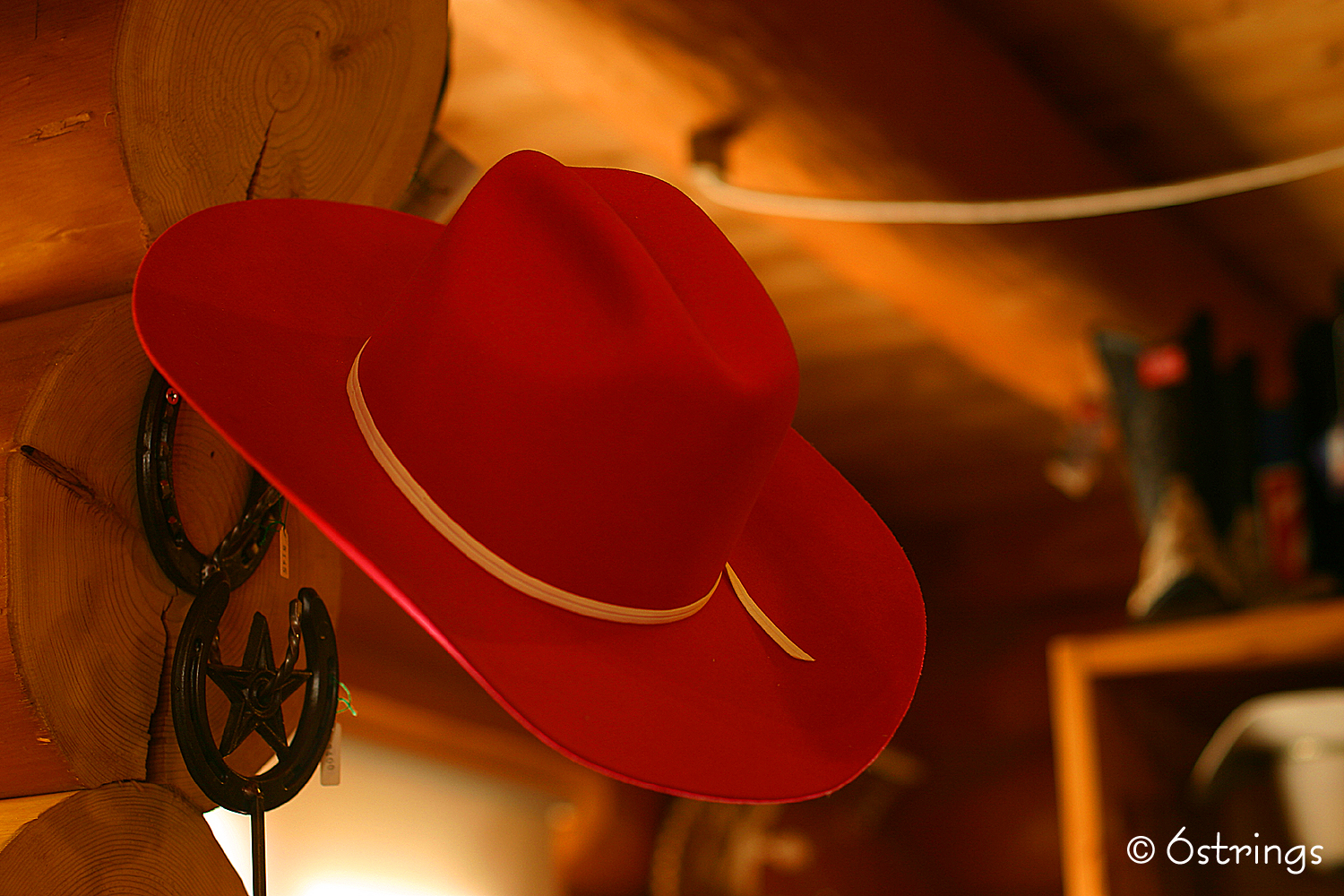
Ein farbiges Damenmodell

Der Cowboyhut ist ein typisches Bekleidungsstück des nordamerikanischen Cowboys und hat seinen Ursprung in der mexikanischen Vaquero-Kultur. Mit der Besetzung der mexikanischen Staaten Texas (1836), Nuevo Mexico (1846), und Alta California (1846) durch die USA gelangte der Hut in die USA. Die ersten Cowboys in den heutigen USA waren die mexikanischen Vaqueros, die nach der Besetzung der Gebiete und der Enteignung der mexikanischen Besitzer für die neuen Herren arbeiteten. Die Mehrzahl der Cowboys auf den Cattletrails zu den Verladestationen in Kansas waren Mexikaner.

## Beschreibung
Der klassische Cowboyhut aus den USA ist der Stetson. Dieser wurde von John B. Stetson, dem Sohn eines Hutmachers aus Philadelphia, entwickelt und 1865 zum ersten Mal hergestellt. Als Material wurde das Unterhaar der Biberfelle verwendet. Dieses Haar hat ausgezeichnete wasserabweisende Eigenschaften, ist leicht, hält warm und glänzt leicht, was dem Stetson seine seidige Oberflächentextur gibt. Allerdings ist Biberhaar ausgesprochen teuer, so dass ein echter Stetson heute bis zu 2000 Dollar kosten kann. Aus diesem Grund sind viele Stetsons heute – wie der australische Akubra – aus Kaninchenhaar gearbeitet. Jedoch werden auch billigere Stetsons von der Firma Stetson hergestellt.
Die typische Form ist der Cattleman mit breiter, seitlich leicht nach oben verlaufender Krempe, einem Hutband aus Rips oder Leder sowie den drei Einbuchtungen am Kopfteil. Auch Versionen aus Stroh – entstanden unter mexikanischem Einfluss – sind erhältlich.
Zum Namen ten gallon hat für den Cowboyhut gibt es verschiedenen Theorien. Eine besagt, er beruhe auf einem Missverständnis. Die Mexikaner bezeichneten den breitkrempigen Hut aus hochwertigen Materialien als un sombrero tan galan, „ein sehr galanter Hut“. Ihre englischsprachigen Kollegen verstanden dies falsch und nannten den Hut ten gallon hat, einen „Zehn-Gallonen-Hut“.